# Dan Engelsted
Dan Engelsted  (født 26. oktober 1972) er fodboldredaktør og kommentator hos Nentgroup / TV3 Sport med hovedvægt på Premier League og international fodbold. Har tidligere været redaktør på dansk fodbold med blandt andet programmerne Match of the Week, Onside, og SuperligaXL.
Tidligere vært på dansk superliga-fodbold, magasinprogrammet Onside, debatprogrammerne Ren Fodboldsnak, SuperligaXL, Fodbold Uden Filter, Super Bowl og Speedway Grand Prix på Viasat.
Dan Engelsted blev i 1997 Danmarks yngste divisionstræner i fodbold, da han som 26-årig blev cheftræner i 2 divisionsklubben Helsingør IF.  
Uddannet på Københavns Universitet i Idræt, og har bachelorgrad fra Liverpools John Moores University; "Science and Football". 